# Haiti nos Jogos Pan-Americanos de 2011
O Haiti participou dos Jogos Pan-Americanos de 2011 em Guadalajara, no México.

## Desempenho

### Levantamento de peso
Masculino
| Atleta        | Categoria | Resultado (kg) | Resultado (kg) | Resultado (kg) | Posição |
| Atleta        | Categoria | Arranque       | Arremesso      | Total          | Posição |
| ------------- | --------- | -------------- | -------------- | -------------- | ------- |
| Odeus Belizer | Até 85 kg | 145            | 165            | 310 kg         | 7º      |

Legenda
| Recorde mundial                  | Recorde mundial (World record)               |                       | Recorde africano                      | Recorde africano (African) |                                           | Q | Classificado por posição (Qualified) |
| Recorde dos Jogos Pan-Americanos | Recorde pan-americano (Pan-American record)  | Recorde da América    | Recorde da América (Americas)         | q                          | Classificado por melhor tempo (Qualified) |   |                                      |
| Melhor marca do ano              | Melhor marca do ano (World leading)          | Recorde asiático      | Recorde asiático (Asian)              | DNS                        | Não largou (Did not start)                |   |                                      |
| Recorde nacional                 | Recorde nacional (National record)           | Recorde europeu       | Recorde europeu (European)            | DNF                        | Não terminou (Did not finish)             |   |                                      |
| Recorde pessoal                  | Recorde pessoal do atleta (Personal best)    | Recorde da Oceania    | Recorde da Oceania (Oceania)          | DSQ / DQ                   | Desclassificado (Disqualified)            |   |                                      |
| Recorde da temporada             | Recorde da temporada do atleta (Season best) | Recorde sul-americano | Recorde sul-americano (South America) | NM                         | Sem marca (No mark)                       |   |                                      |